# Angel Eyes (série télévisée)
Pour les articles homonymes, voir Angel Eyes.
Angel Eyes (hangeul : 엔젤 아이즈 ; RR : Enjel Aijeu) est une série télévisée sud-coréenne diffusée du 5 avril au 15 juin 2014 sur SBS en Corée du Sud,.

## Synopsis
Yoon Soo-wan était le premier amour de Park Dong-joo, ils ont été séparés à cause de circonstances familiales dramatiques. Soo wan, qui était aveugle, a retrouvé la vue grâce à une opération chirurgicale.
12 ans plus tard, Soo Wan travaille dorénavant en tant que secouriste urgentiste, alors que Dong Joo est chirurgien. Ils se rencontrent à nouveau mais Soo Wan est fiancée à un neurochirurgien, Kang Ji Woon. Park Dong Joo le sait et décide alors de  ne rien révéler de son identité et de retourner d'où il vient. Soo Wan réalisera-t-elle que le docteur  Dylan Park est en réalité son premier amour, Park Dong Joo? Finiront-il part se remettre ensemble en dépit des obstacles auxquels ils devront faire face ?

## Distribution

### Acteurs principaux
- Ku Hye Sun : Yoon Soo-wan[3],[4]
  - Nam Ji-hyeon : Yoon Soo-wan (jeune)
- Lee Sang-yoon : Park Dong-joo / Dylan Park
  - Kang Ha-neul : Park Dong-joo (jeune)
- Kim Ji-seok : Kang Ji-woon
- Jung Jin-young : Yoon Jae-beom, le père de Soo-wan[5]
- Gong Hyung-jin : Ki Woon-chan
- Seungri : Teddy Seo
- Hyun Jyu-ni as Cha Min-soo
  - Shin Hye-sun : Cha Min-soo (jeune)

### Acteurs secondaires
Hôpital de Seyoung
- Jung Ae-ri : Oh Young-ji
- Kim Ho-chang : Moon Je-ha
- Seo Dong-won : Kim Ho-jin
- Park Jin-joo : Kim Yoon-jung
- Lee Seung-hyung : Sung Hyun-ho

Caserne de pompiers de Seyoung
- Kim Seung-wook : Joo Tae-sub
- Sung Chang-hoon : Park Chang-hyun
- Lee Ha-yool : Kim Jin-soo

Acteurs étendues[pas clair]
- Kwon Hae-hyo : Kim Woo-chul
- Kim Yeo-jin : Yoo Jung-hwa
- Seo Tae-hwa : Park Hyung-shik
- Yoon Ye-joo : Park Hye-joo
- Shin Young-jin : Han Woo-jung
- Jung Ji-hoon : Ki Jin-mo

## Réception
| Légende | En bleu | Moins bonnes audiences | En rouge | Meilleures audiences |

| Nombre d'épisodes | Date de diffusion | Part d'audience moyenne | Part d'audience moyenne     | Part d'audience moyenne | Part d'audience moyenne     |
| Nombre d'épisodes | Date de diffusion | TNmS Ratings            | TNmS Ratings                | AGB Nielsen             | AGB Nielsen                 |
| Nombre d'épisodes | Date de diffusion | Tout le pays            | Région de la capitale Séoul | Tout le pays            | Région de la capitale Séoul |
| ----------------- | ----------------- | ----------------------- | --------------------------- | ----------------------- | --------------------------- |
| 1                 | 5 avril 2014      | 7.3%                    | 8,4 %                       | 6.3%                    | 6.9%                        |
| 2                 | 6 avril 2014      | 7,5 %                   | 8,3 %                       | 6,6 %                   | 7,6 %                       |
| 3                 | 12 avril 2014     | 8,9 %                   | 10,2 %                      | 8,8 %                   | 9,7 %                       |
| 4                 | 13 avril 2014     | 7,9 %                   | 9,7 %                       | 8,0 %                   | 8,3 %                       |
| 5                 | 26 avril 2014     | 10,2 %                  | 12,4 %                      | 10,8 %                  | 12,1 %                      |
| 6                 | 27 avril 2014     | 11.1%                   | 13,5 %                      | 11,9 %                  | 13.4%                       |
| 7                 | 3 mai 2014        | 10,2 %                  | 11,8 %                      | 10,4 %                  | 12,1 %                      |
| 8                 | 4 mai 2014        | 10,4 %                  | 12,3 %                      | 10,3 %                  | 11,6 %                      |
| 9                 | 10 mai 2014       | 10,9 %                  | 12,1 %                      | 9,9 %                   | 11,1 %                      |
| 10                | 11 mai 2014       | 11,1 %                  | 14.0%                       | 10,4 %                  | 12,0 %                      |
| 11                | 17 mai 2014       | 10,4 %                  | 12,1 %                      | 8,7 %                   | 9,3 %                       |
| 12                | 18 mai 2014       | 9,8 %                   | 11,4 %                      | 9,6 %                   | 10,7 %                      |
| 13                | 24 mai 2014       | 9,1 %                   | 10,6 %                      | 9,1 %                   | 10,0 %                      |
| 14                | 25 mai 2014       | 8,6 %                   | 10,1 %                      | 9,2 %                   | 10,7 %                      |
| 15                | 31 mai 2014       | 8,7 %                   | 10,7 %                      | 9,2 %                   | 10,5 %                      |
| 16                | 1er juin 2014     | 7,6 %                   | 8.2%                        | 8,1 %                   | 9,6 %                       |
| 17                | 7 juin 2014       | 8,7 %                   | 10,0 %                      | 8,0 %                   | 8,4 %                       |
| 18                | 8 juin 2014       | 8,7 %                   | 9,8 %                       | 8,7 %                   | 9,8 %                       |
| 19                | 14 juin 2014      | 8,9 %                   | 11,0 %                      | 8,6 %                   | 10,0 %                      |
| 20                | 15 juin 2014      | 9,1 %                   | 10,7 %                      | 8,9 %                   | 10,5 %                      |
| Moyenne           | Moyenne           | 9,3 %                   | 10,9 %                      | 9,1 %                   | 10,2 %                      |